# Rối bóng

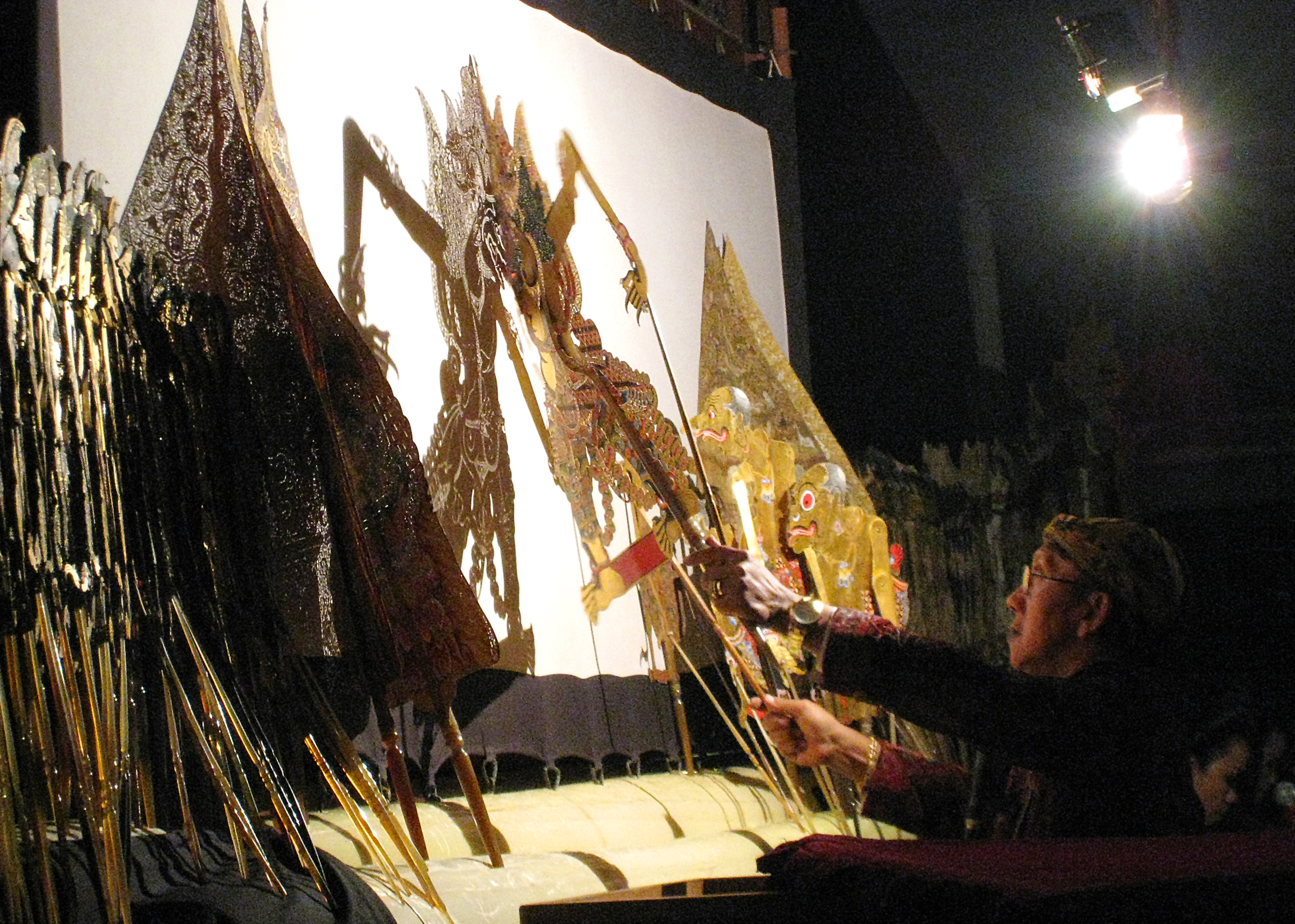
Rối bóng Java Wayang Kulit trình diễn bởi nghệ nhân rối bóng Indonesia (dalang) Ki Manteb Sudharsono thường kéo dài cả đêm

Wayang là một từ trong ngôn ngữ Java có nghĩa là "sân khấu" (nghĩa đen là "bóng tối"). Khi từ này được dùng để chỉ một loại sân khấu cho múa rối, thì các con rối cũng có khi được gọi là wayang. Các buổi trình diễn rối bóng đều có kèm theo nhạc từ giàn chiêng gamelan ở đảo Java.